# Quintus Iunius Calamus
Quintus Iunius Calamus war ein im 2. Jahrhundert n. Chr. lebender römischer Politiker.
Durch ein Militärdiplom, das auf den 7. August 143 datiert ist, ist nachgewiesen, dass er 143 zusammen mit Marcus Valerius Iunianus Suffektkonsul war. Die beiden traten ihr Amt vermutlich am 1. Juli an.